# ニーナ・ブラックウッド
ニーナ・ブラックウッド（Nina Blackwood、1955年9月12日 - ）は、アメリカ合衆国のディスクジョッキー、音楽ジャーナリストで、MTV草創期の5人のVJたちの中でも最初に画面に登場した人物。女優、モデルとしても活動した。

## 生い立ちと経歴
ブラックウッドは、ニーナ・キンキナー (Nina Kinckiner) としてマサチューセッツ州スプリングフィールドに生まれた。父は公務員で、教会の日曜学校で教えてもいたが、しばしば報じられる父が牧師であったというのは誤りである。オハイオ州クリーブランドの西郊で育ち、ロッキー・リバー高等学校に学び1970年に14歳で卒業した。学校では、恋人が結成したバンドで歌ったり、キーボードを演奏し、「ヴィーナス」をカバーしたりしていた。
放送業界に入る前、ブラックウッドは、1978年8月号の『PLAYBOY』誌にブルネットの「オフィスの女の子たち (The Girls in the Office)」のひとりとしてヌードを披露していた。
カリフォルニア州に移り住んだ彼女は、リー・ストラスバーグ演劇研究所で演技を学んだ。ブラックウッドは数多くのテレビ番組や映画に顔を出し、1982年の映画『ザ・モンスター』(Vice Squad)、1993年の映画『レックレス・ケリー 向こうみずで行こう!』(Reckless Kelly)、1996年の映画『I Crave Rock & Roll』などにも出演した。

## MTV、その他のテレビ出演
彼女は、マーサ・クイン、マーク・グッドマン、アラン・ハンター、J・J・ジャクソンとともに、MTVが1981年に放送を開始した際に、最初に選ばれた5人のビデオジョッキー (VJ) のひとりであった。1986年にMTVを離れた後は、『エンターテイメント・トゥナイト』の中のコーナーとして「ロック・レポート (Rock Report)」を担当していた。1986年から1988年にかけては、テレビの音楽番組『Solid Gold』の司会を務めた。また、『ア・カレント・アフェア (A Current Affair)』、『アクセス・ハリウッド (Access Hollywood)』といったテレビ番組や、VH1、ディスカバリーチャンネル、MSNBCといったケーブルテレビ・チャンネルに出演した。

## ラジオ出演
1999年、ブラックウッドは、長くマネージャー/プロデューサーとして組んでいたダニー・シェリダンとともに、ユナイテッド・ステーションズ・ラジオ・ネットワークで全国ネットのラジオ番組『Nina Blackwood's Absolutely 80's』を立ち上げた。ふたりは、その後も1980年代の音楽をテーマとした別題の番組『Nina Blackwood's New Wave Nation』を手がけた（この番組は2014年時点で既に制作されていなかった）。現在、ブラックウェルは、衛星ラジオシリウスXMラジオで平日の東部標準時午後1時から4時に流れている番組『'80s on 8』に出演している。この番組には、2004年に死去したJ・J・ジャクソンを除いて、他の初期のMTVのVJたちも、それぞれ出演している。
彼女は、2003年に巡業公演した『ヴァギナ・モノローグス』に出演した。
ブラックウッドは、サンディエゴのラジオ局KBZT (94.9 FM) で、日曜日午前の放送を担当している。

## 大衆文化の中で
ブラックウッドは、ジョン・ウェイトの1984年のヒット・シングル「ミッシング・ユー」について、この曲は自分のことを歌っていると語ったことがあり、ウェイトも、ブラックウッドのことや、自分がデートした他の女性たちのことを歌ったと認めている。